# Weens Stadspark
Het Weens Stadspark (Duits: Wiener Stadtpark) is een park in de Oostenrijkse hoofdstad Wenen met een oppervlakte van 65.000 m². Het strekt zich uit van de Ringstraße in de binnenstad (stadsdeel 1) tot de Heumarkt in het stadsdeel Landstraße (stadsdeel 3). Aan zuidkant van het park is metrostation Stadtpark, dat vernoemd is naar het park.
In het park staat het Kursalon Hübner, waar geneeskrachtig bronwater (heilwasser) werd geschonken. Het gebouw is opgetrokken in de stijl van de Italiaanse renaissance. Er zijn er verschillende andere bronnen, beelden en monumenten, een brug en beplanting. Aan de rechteroever bevindt zich het Kinderpark met geasfalteerde speeltuinen en sportvoorzieningen. In het park worden allerlei evenementen georganiseerd. Daarnaast dient het zomers als plek om te zonnen en te rusten.

## Geschiedenis

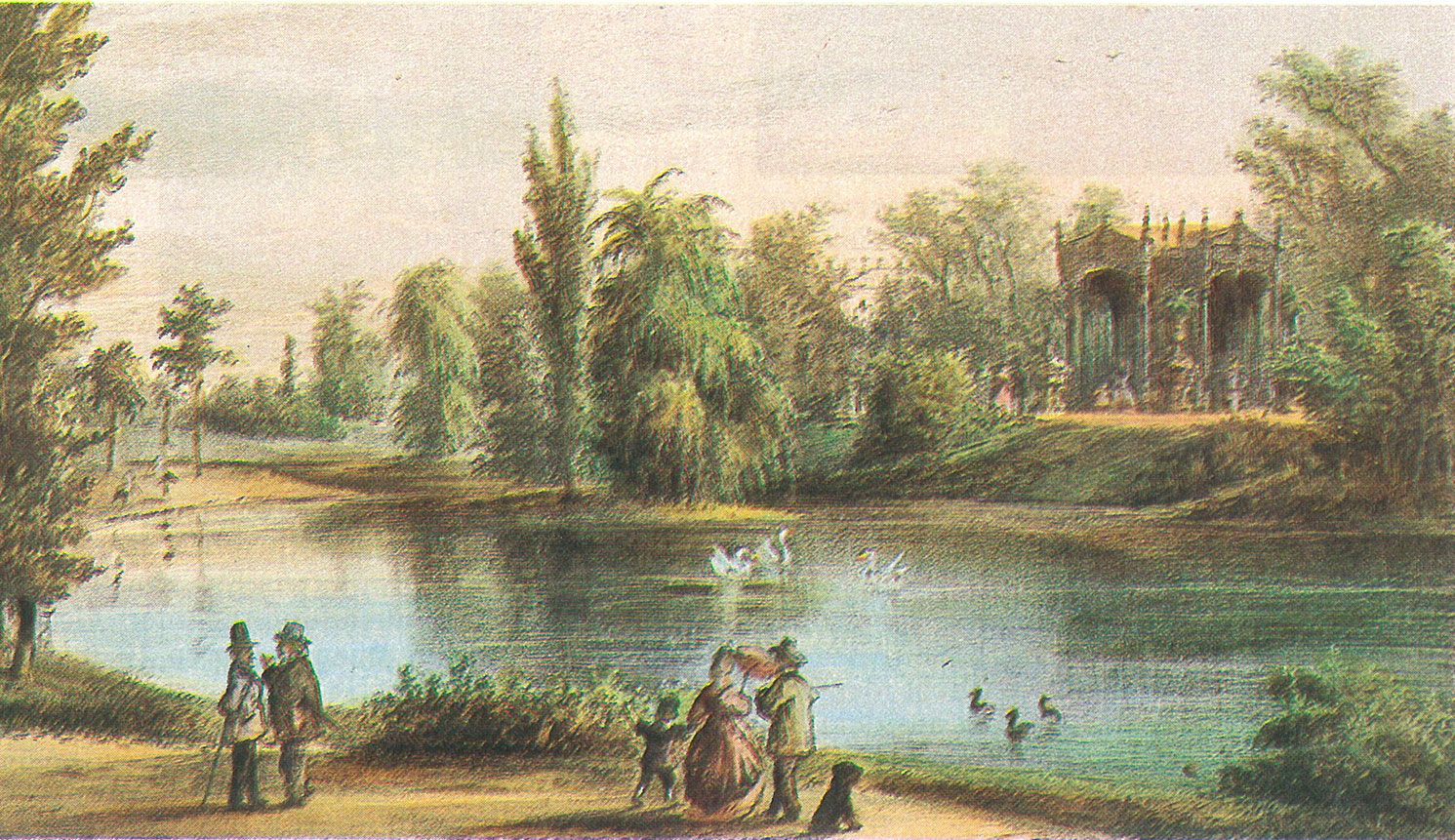
Lithografie, rond 1862

De plek waar nu het park ligt was tijdens de Biedermeierperiode (1815-1848) al een ontmoetingsplek. Na de afbraak van de stadsmuren werd hier een park aangelegd. In 1860 werd een terrein van 94.000 m² aan de stad geschonken door het Weense Stadterweiterungsfonds, om de aanleg van het park mogelijk te maken. In 1861 kwamen daar de rechten van de oevers van de rivier Wien bij.
Aan de linkeroever werd een park aangelegd in de stijl van Engelse landschapstuinen zoals ze bekend werden van de schilder Joseph Selleny. Aan de rechteroever werd in 1863 een zogenoemd "Kinderpark" aangelegd. Vanaf de winter van 1867/68 vormt de dijk in het park jaarlijks een schaatsbaan. Vanaf 1870 werd deze baan elektrisch verlicht.

## Afbeeldingen

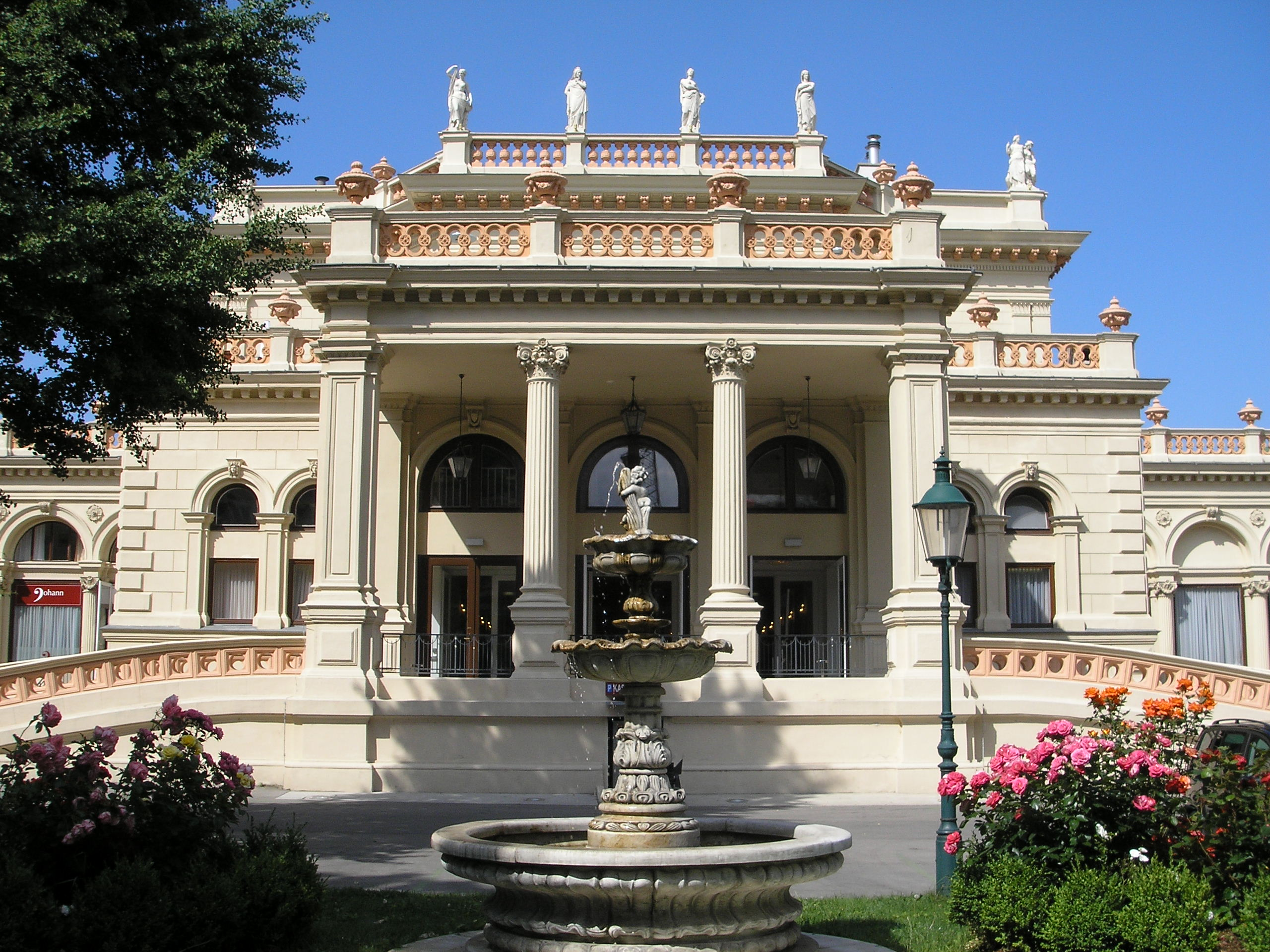
Kursalon Hübner
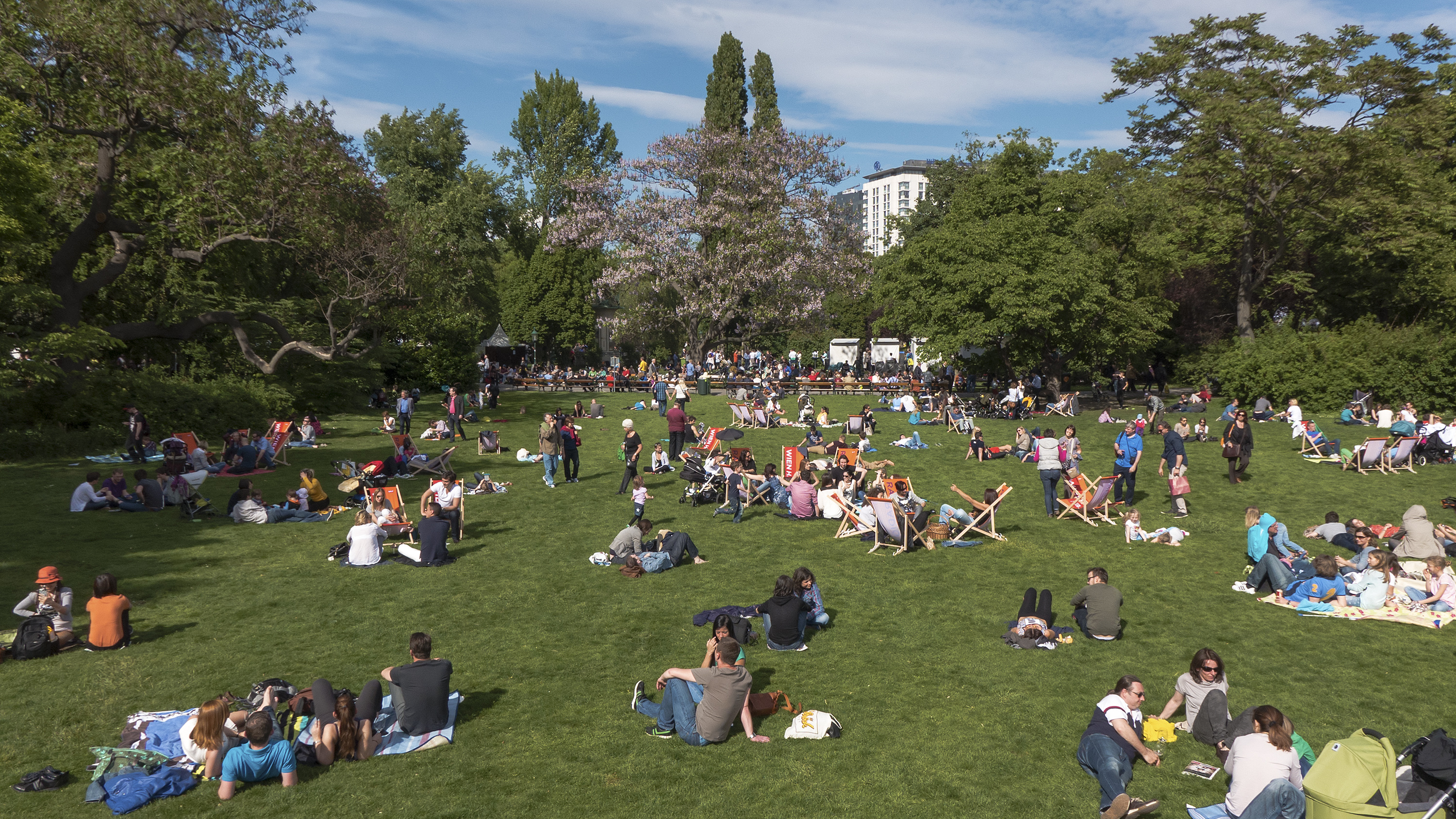
Het park zomers in het weekend